# 1916 en architecture
| Années de l'architecture : 1913 - 1914 - 1915 - 1916 - 1917 - 1918 - 1919    |
| Décennies de l'architecture : 1880 - 1890 - 1900 - 1910 - 1920 - 1930 - 1940 |

Cet article présente les faits marquants de l'année 1916 en architecture.

## Réalisations
- 16-18 avril : l'ingénieur britannique Peter Norman Nissen met au point le prototype de la Cabane Nissen, un préfabriqué à usage militaire[1].
- Construction du Colony Club à New York par McKim, Mead & White. Par la suite ce bâtiment sera celui de l'American Academy of Dramatic Arts school.
- L'architecte américain Frank Lloyd Wright travaille au Japon.
- Achèvement de l'église presbytérienne de Mowbraytown à Brisbane en Australie.

## Récompenses
- Royal Gold Medal : Robert Rowand Anderson.

## Naissances
- 4 mai : Jane Jacobs († 25 avril 2006).
- 1er novembre : John C. Harkness.

## Décès
- 10 octobre : Antonio Sant'Elia (° 30 avril 1888), architecte italien.